# Greatest Hits: The Atlantic Years
Albums de POD
Testify
(2006) When Angels & Serpents Dance
(2008)
Greatest Hits: The Atlantic Years, sorti le 21 novembre 2006, est le premier album de POD depuis qu'ils ont quitté le label Atlantic Records. Il contient 17 morceaux, allant des titres préférés des fans aux hits des radios "laïques", en passant par les hits des radios chrétiennes. L'album inclut deux nouvelles chansons, "Going in Blind" (enregistrée pour Greatest Hits) et "Here We Go" (face B de Testify). "Truly Amazing" est un morceau sorti précédemment sur l'album The Passion of the Christ: Songs, contenant des chansons inspirées du film La Passion du Christ. "Sleeping Awake" a été enregistrée pour la bande originale du film The Matrix Reloaded.

## Liste des pistes
1. Southtown (4:08)
2. Boom (3:07)
3. Going in Blind (4:28) (previously unreleased)
4. Roots in Stereo (4:43)
5. Alive (3:23)
6. Youth of the Nation (4:18)
7. Sleeping Awake (3:24)
8. Rock the Party (Off the Hook) (3:27)
9. Lights Out (2:46)
10. Goodbye for Now (4:33)
11. Execute the Sounds (3:01)
12. Will You (3:47)
13. Truly Amazing (3:03) (previously unreleased)
14. Satellite (3:32)
15. Set Your Eyes to Zion (4:07)
16. Here We Go (3:28) (previously unreleased)
17. If It Wasn't for You (3:38)